# 北海道道1003号遠野別保線
北海道道1003号遠野別保線（ほっかいどうどう1003ごう とおやべっぽせん）は、北海道釧路郡釧路町を結ぶ一般道道である。

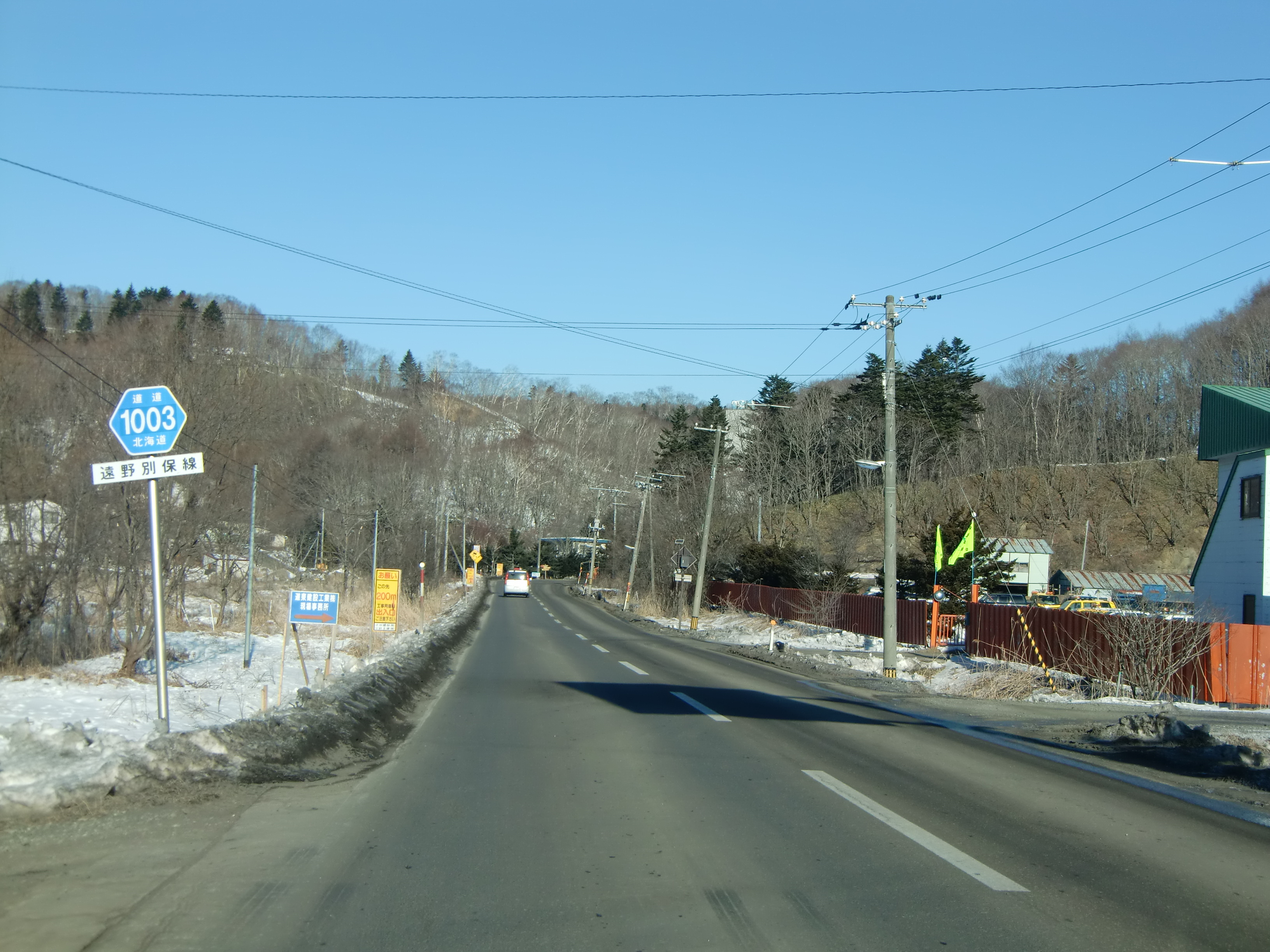
釧路町別保東（終点付近）（2011年1月撮影）

## 概要

### 路線データ
- 起点：北海道釧路郡釧路町トリトウシ（国道391号交点）
- 終点：北海道釧路郡釧路町別保東（国道44号交点）
- 総距離：9.6 km

## 歴史
- 1982年（昭和57年）3月31日 - 路線認定[1]。

## 地理

### 通過する自治体
- 釧路総合振興局
  - 釧路郡釧路町

### 主な接続道路
釧路町
- 国道391号 - トリトウシ（起点）
- 国道44号 - 別保東（終点）